# Beta Alp 4.0

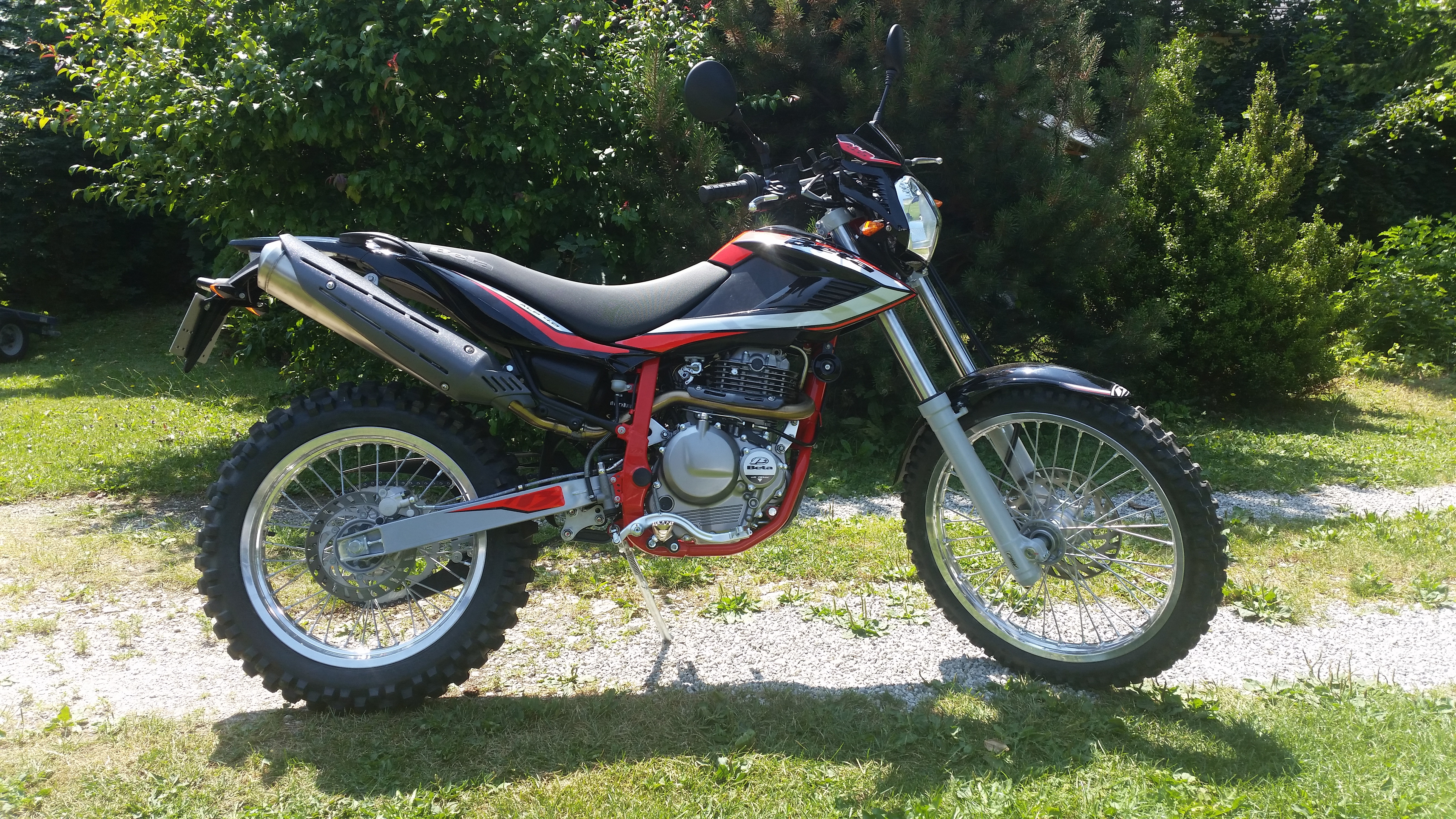
Une Bêta Alp 4.0 modèle 2018 (euro 4)

La Beta Alp 4.0 est un modèle de motocyclette de type trail orientée tout terrain produite par le constructeur italien Betamotor s.p.a depuis janvier 2003. 
Toujours commercialisée en 2018, la Beta Alp 4.0 n'a subi que très peu de modifications depuis sa date de sortie : elle s'adapte néanmoins en 2018 à la norme Euro 4 en recevant notamment un nouveau calculateur doté du système OBD ; mais la motorisation et la partie cycle sont restées identiques depuis 2003.

## Motorisation
La Beta Alp 4.0 est équipée du moteur 350 cm3 à démarreur électrique de la Suzuki DR350SE.
- Type : monocylindre, 4 temps, refroidissement par air et mono-arbre à cames en tête
- Soupapes : 4
- Alésage : 79,0 mm
- Cylindrée exacte: 349 cm3
- Rapport volumétrique de compression : 9,5:1
- Carburateur : Mikuni BST 33
- Lubrification : Forcée avec pompe
- Allumage : électronique
- Transmission : 6 rapports
- Démarrage : électrique ou kick puis électrique uniquement (avec kick en option) depuis 2016[3],[4].

## Partie cycle
La partie cycle de la Beta Alp 4.0 reste relativement classique, notons tout de même la faible hauteur de selle (863 mm), un poids contenu (133 kg) ainsi qu'une fourche Paioli ø 46 mm. Elle n'est plus homologuée qu'une place depuis 2016. 
- Cadre en acier à simple berceau dédoublé
- Empattement : 1 444 mm
- Longueur : 2 208 mm
- Largeur : 850 mm
- Hauteur max : 1 240 mm
- Hauteur de selle : 863 mm
- Garde au sol : 275 mm
- Hauteur repose-pieds : 356 mm
- Poids à sec : 133 kg
- Capacité du réservoir d'essence : 10,5 l (dont réserve : 3 l)
- Suspension AV : Fourche hydraulique ø 46 mm
- Suspension AR : Monochoc oléopneumatique réglable en précharge (course : 83 mm)
- Débattement roue AV et AR : 220 mm
- Frein AV : disque ø 260 mm  / Frein AR : disque ø 220 mm
- Dimensions jantes :  AV : 1,85 × 21" / AR : 3,00 × 18"[3],[4].

## Place dans la gamme
La Beta Alp 4.0 est la moto de plus grosse cylindrée de la gamme trail ("Alp"), Betamotor produit également les modèles Alp 200 cm3 et Alp 125 cm3 tous  deux équipés de moteurs Suzuki 4 temps.
| Gamme  | Modèles |
| ------ | --- |
| Enduro | • Beta RR 525 enduro • RR 525 enduro Racing • Beta RR 450 enduro • RR 450 enduro Racing • Beta RR 400 enduro • Beta RR 125 4T enduro • Beta RE 125 4T • Beta RR 50 enduro • RR 50 enduro Racing • Beta RR 50 Factory                |
| Trial  | • Beta EVO 250 2T • EVO 290 2T • Beta EVO 125 2T • EVO 200 2T • Beta EVO 250 4T • EVO 300 4T • Beta EVO 80 • EVO 80 Junior • Beta Minitrial • Beta REV 4T • REV 300 4T Racing                                                       |
| Alp    | • Beta Alp 4.0 • Beta Alp 200 • Beta Alp 125 |
| Street | • Beta Urban 200 • Urban 200 Special • Beta Urban 125 • Urban 125 Special • Beta M4 4T • Beta RR Motard 4T • Beta RR 125 4T Motard • Beta RR 50 Motard Standard • Beta RR 50 Motard • Beta RR 50 MOtard Track • Minimotard R 125 4T |
| Ark    | • Beta Ark LC RR • Ark LC One • Beta Ark RC RR • Ark RC One • Beta Ark AC/LC Tribe • Beta AC/LC Paddock |